# Pachypops fourcroi
Pachypops fourcroi és una espècie de peix de la família dels esciènids i de l'ordre dels perciformes.

## Morfologia
- Els mascles poden assolir 25 cm de longitud total.[4][5]

## Alimentació
Menja peixos.

## Hàbitat
És un peix d'aigua dolça, de clima tropical i bentopelàgic.

## Distribució geogràfica
Es troba a Sud-amèrica: conques dels rius Amazones i Orinoco, i rius de les Guaianes.

## Ús comercial
És important com a aliment per als humans a nivell local.

## Observacions
És inofensiu per als humans.